# Einar Ström (företagsledare)
Einar Hilmer Ström, född den 20 december 1889 i Göteborg, död den 21 maj 1962 i Stockholm, var en svensk företagsledare.
Ström avlade studentexamen i Göteborg 1908. Han bedrev juridiska studier vid Stockholms högskola 1910–1911, studier vid Musikaliska akademien 1910–1911, vid Göteborgs handelsinstitut 1911–1912 samt bankkurs och bankpraktik 1913. Ström var verkställande direktör i familjeföretaget C.H. Ström & Co. i Göteborg, i Ströms herrekipering i Stockholm och i Nabbensbergs tegelbruk i Vänersborg från 1928. Han var  ordförande i föreningen Regeringsgatans affärsmän från 1932.